# Bernard Cadenat

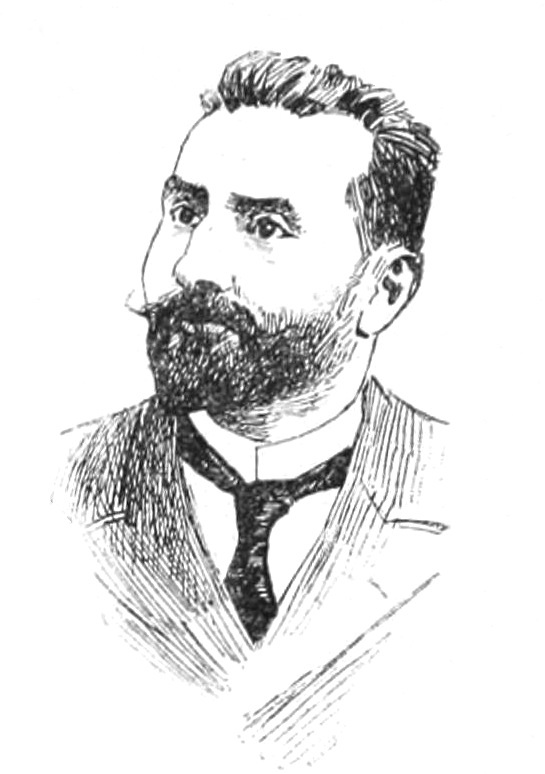
Bernard Cadenat

Bernard Cadenat (* 2. Januar 1853 in Pexiora, Département Aude; † 1. August 1930 in Marseille) war ein französischer Politiker und Bürgermeister von Marseille. Von 1898 bis 1919 und von 1924 bis 1930 war er Mitglied der Nationalversammlung.
Cadenat entstammte bescheidenen Verhältnissen, sein Vater war Straßenhändler und seine Mutter Hausfrau. Er ging nach Marseille und wurde dort Schuhmacher. Wenig später gründete er eine Gewerkschaft der Schuhmacher und wurde deren Vorsitzender. Er trat der Parti ouvrier français von Jules Guesde bei, aus der später die SFIO hervorging. 1886 wurde er Mitglied des Stadtrats von Marseille, 1892 wurde er stellvertretender Bürgermeister. Als er 1893 bei den Wahlen zur Nationalversammlung antrat, musste er sich Auguste Bouge geschlagen geben. 1898 konnte er Bouge schlagen und ins Parlament einziehen. Viermal gelang ihm die Wiederwahl, bis er 1919 knapp am erneuten Einzug ins Parlament scheiterte. Neben seiner Funktion als Abgeordneter war er von 1910 bis 1912 Bürgermeister von Marseille. 1924 konnte er erneut in die Nationalversammlung einziehen und sein Mandat bei einer Nachwahl im Jahr 1928 verteidigen. Bis zu seinem Tod am 1. August 1930 blieb er im Parlament.